# كهنة قلعة (أشنوية)
كهنة قلعة هي قرية في مقاطعة أشنوية، إيران. عدد سكان هذه القرية هو 306 في سنة 2006.